# ドナルド・マクファーソン
ジョン・ドナルド・マクファーソン（John Donald McPherson、1945年2月20日 - 2001年11月24日）は、カナダ出身のフィギュアスケート選手。1963年世界フィギュアスケート選手権男子シングルチャンピオン。

## 経歴
- 1960年カナダフィギュアスケート選手権 2位。
- 1961年カナダフィギュアスケート選手権 2位。
- 1962年カナダフィギュアスケート選手権 2位。
- 1963年カナダフィギュアスケート選手権 優勝。
- 1963年世界フィギュアスケート選手権 優勝。
- 1963年カナダスポーツ殿堂入り。
- 引退後プロとして活動。ホリデー・オン・アイスで11年活動。世界プロフィギュア選手権でも活躍した。
- 1996年カナダフィギュアスケート殿堂入り。
- 晩年はドイツに移住。2001年11月24日、ミュンヘンで死去。

## 主な戦績
| 大会/年      | 1959-60 | 1960-61 | 1961-62 | 1962-63 |
| ------------ | ------- | ------- | ------- | ------- |
| 世界選手権   |         |         |         | 1       |
| カナダ選手権 | 2       | 2       | 2       | 1       |